# سولماز نراقی
سولماز نراقی (زاده ۲۲ شهریور ۱۳۵۷ در همدان) شاعر، نویسنده و هنرمند میان رشته‌ای اهل ایران است. او فارغ‌التحصیل رشتهٔ زبان و ادبیات فارسی از دانشگاه علامه طباطبایی، عضو انجمن بین‌المللی ایران پژوهی و مدرس سابق انجمن خوشنویسان تهران است.
او در زمینه تولید محتوای ادبی و موزیکال برای کودکان فعالیت می‌کند. ترانه‌ها و قصه‌های خود را با سه‌تار اجرا می‌کند و از برخی ظرفیت‌های موسیقی سنتی ایرانی و نمایش‌های موزیکال بومی در ساخت و اجرای آثار کودکانه بهره می‌گیرد.

## آثار

### نویسندگی
دو کتاب شاخ نبات (منتشر شده در سال ۱۳۹۳ توسط نشر دیبایه) و میرزاده عشقی (منتشر شده در سال ۱۳۸۸ توسط نشر ثالث) و دو کتاب موزیکال کودک تاتی تاتی (منتشر شده در سال ۱۴۰۲ توسط انتشارات بازی و اندیشه) و شکارچی و اردک‌ها (منتشر شده در سال ۱۴۰۰ توسط انتشارات بازی و اندیشه) تألیف کرده است.
به علاوه سولماز نراقی مقاله‌های زیادی برای رسانه‌های فارسی‌زبان از جمله کتاب هفته، تصویرنامه، روزنامهٔ اعتماد ملی، مجلهٔ باران، مجلهٔ هفتاد و هفت، مجلهٔ زنان امرروز و غیره با محوریت ادبیات، هنرهای تجسمی، خطاطی و زنان منتشر کرده است.

### فیلم و سریال
| نام اثر                                                | نوع اثر    | نقش                         | تهیه‌کننده             | سال انتشار |
| ------------------------------------------------------ | ---------- | --------------------------- | --------------------- | ---------- |
| هه؛ مروری بر یک اثر از حسین زنده رودی                  | فیلم مستند | نویسنده و کارگردان          | هما فیلم              | ۱۳۹۷       |
| رج؛ مروری بر یک اثر از حسین زنده رودی                  | فیلم مستند | نویسنده و کارگردان          | حراج تهران            | ۱۳۹۷       |
| آن؛ مروری بر یک اثر از سید محمد احصایی                 | فیلم مستند | نویسنده و کارگردان          | حراج تهران            |            |
| هو؛ مروری بر آثار نمایشگاه نقاشی خط حمیدرضا قلیچ خانی  | فیلم مستند |                             | گالری فرمانفرما       | ۱۳۹۸       |
| جان جهان، مروری بر یک اثر از منیرشاهرودی فرمانفرماییان | فیلم مستند | نویسنده و کارگردان          | حراج تهران            | ۱۳۹۷       |
| علیه نسیان؛ مروری بر نقاشی‌های داود زندیان              | فیلم مستند | نویسنده و کارگردان          | گالری ایرانشهر        | ۱۳۹۸       |
| زایچه؛ مروری بر یک اثر از حسین زنده رودی               | فیلم مستند | نویسنده و کارگردان          | حراج تهران            | ۱۳۹۸       |
| عمو نوروز و مرغ موسیقار                                | سریال      | نویسنده، کارگردان و آهنگ‌ساز | تلویزیون فارسی بی‌بی‌سی | ۱۴۰۱       |
| چهار فصل ایرانی                                        |            | نویسنده، کارگردان و اجرا    | رسانهٔ پارسی           | ۱۴۰۲       |
| ستارهٔ سخن‌گو                                            |            | نویسنده و آهنگساز و اجرا    | رسانهٔ پارسی           | ۱۴۰۲       |
| مرغ سحر                                                |            | ترانه و اجرا                | رسانهٔ پارسی           | ۱۴۰۲       |

### موسیقی
هم چنین ترانه‌سرایی تیتراژ سریال مهمونی (ساختهٔ ایرج طهماسب)، آواز تیتراژ پایانی دو فیلم شیرین (ساختهٔ عباس کیارستمی) و ناصرالدین‌شاه و ۸۴ همسرش (ساختهٔ بئاته پیترسون) را انجام داده است. وی هم‌چنین آهنگی با نام «برف» برای مجموعهٔ «سفید برفی» عباس کیارستیمی ساخته است.

### نمایش‌گاه
وی از سال ۱۳۸۳ چندین نمایشگاه انفرادی و گروهی از آثار خطاطی خود در گالری‌هایی چون فرمان‌فرما، خانهٔ هنرمندان ایران و طراحان آزاد برگزار کرده است.